# Förnuft, egoism, kapitalism och en romantisk livskänsla
Förnuft, egoism, kapitalism och en romantisk livskänsla är en bok med arton Ayn Rand-texter i urval. Boken är sammanställd av Mattias Svensson (Timbro) och översatt av Louise Persson. Denna sammanställning är enbart utgiven i Sverige, men texterna finns även på engelska.
Här klargör Ayn Rand varför människan behöver filosofi och varför rationell egoism anses vara högsta moral. Här försvaras kapitalismen som ett förnuftigt och moraliskt samhällssystem, här analyserar och kritiserar Rand aktuella fenomen som miljörörelsen, feminismen och egalitarismen medan hon försvarar storföretagen.

## Utgåvor
- Förnuft, egoism, kapitalism och en romantisk livskänsla : texter i urval (pocket, 2008) ISBN 9789175665856 (Timbro)
- Förnuft, egoism, kapitalism och en romantisk livskänsla : texter i urval (storpocket, 2013) ISBN 9789175669366 (Timbro). Storpocketutgåvan är förpackad i en Ayn Rand-box (978-91-7566-942-7) tillsammans med Urkällan och Och världen skälvde. (Timbro)